# Замечек (Сморгонский район)
Заме́чек (бел. Замэ́чак) — деревня в Сморгонском районе Гродненской области Белоруссии. Входит в состав Вишневского сельсовета.
Расположена в северной части района. Расстояние до районного центра Сморгонь по автодороге — 39,5 км, до центра сельсовета агрогородка Вишнево  по прямой — более 6 км. Ближайшие населённые пункты — Купля, Леоновичи, Свайгини. Площадь занимаемой территории составляет 0,0537 км², протяжённость границ 1050 м.

## История
Деревня отмечена на карте Шуберта (середина XIX века) как застенок в составе Вишневской волости Свенцянского уезда Виленской губернии.
После Советско-польской войны, завершившейся Рижским договором, в 1921 году Западная Белоруссия отошла к Польской Республике и деревня была включена в состав новообразованной сельской гмины Вишнево Свенцянского повета Виленского воеводства. 1 января 1926 года гмина Вишнево была переведена в состав Вилейского повета.
В 1938 году Замечек насчитывал 5 дымов (двора) и 33 души.
В 1939 году, согласно секретному протоколу, заключённому между СССР и Германией, Западная Белоруссия оказалась в сфере интересов советского государства и её территорию заняли войска Красной армии. Деревня вошла в состав новообразованного Сморгонского района Вилейской области БССР. После реорганизации административного-территориального деления БССР деревня была включена в состав новой Молодечненской области в 1944 году. В 1960 году, ввиду новой организации административно-территориального деления и упразднения Молодечненской области, Замечек вошёл в состав Гродненской области.

## Население
Согласно переписи население деревни в 1999 году насчитывало 3 жителя.